# Общество Слепого Глаза
«Общество Слепого Глаза» (англ. Society of the Blind Eye) — 7 серия 2 сезона американского мультсериала «Гравити Фолз».

## Сюжет
Ленивая Сьюзан закрывает свою закусочную, выгоняя опоссумов и МакГакета. Когда она идёт мимо своей закусочной по пути домой, то видит четырёх гномов, которые пытаются украсть её пирог. Она побежала к телефонному аппарату, чтобы сообщить об этом странном событии, но два человека появляются из темноты, надевают на неё мешок и утаскивают за собой.
Диппер пытается разгадать, кто же автор Дневника № 3. Приходит Мэйбл, и говорит, что ей пришло письмо в бутылке от Русалдо — её бывшей любви. В письме сказано, что ему нужно жениться на Королёве ламантинов, чтобы закончилась Гражданская война в том месте, где он живёт. Разочаровавшись, она показывает Дипперу альбом, где есть фотографии всех её летних парней (Норман, Гидеон Глифул, Гейб Бэнсен). Она говорит, что все её романы провалились. Диппер подбадривает её, говоря, что не только у неё лето было не успешным, например, он всё ещё не нашёл автора дневника. Мэйбл смотрит через бутылку на разбитый ноутбук и видит на нём надпись: «McGucket Labs», о чём говорит Дипперу, чтобы он тоже на это посмотрел. Диппер в шоке, так как давно отсеял Старика МакГакета из списка претендента на Автора дневников.
Венди спорит с Зусом по поводу рэперов, говоря, что у них нет фантазии и придумать рифму им нереально, ссылаясь на хит лета «Крутой», который нравится Зусу. Врываются Диппер и Мэйбл, и говорят, что им срочно нужно найти Старика МакГакета; все вместе они направляются на свалку, чтобы узнать является ли МакГакет автором дневников или нет. Старик говорит, что он не гений и ничего толкового за свою жизнь не сделал. У него амнезия: он не помнит ничего, что происходило до 1982 года. Диппер начинает листать дневник. Когда он переворачивает на страницу «Общество Слепого Глаза» МакГакет отпрыгивает и начинает кричать, говоря, что они что-то сделали с ним.
Когда МакГакета спрашивают, что было последним из того, что он помнит, он показывает старый номер газеты, где размещена его фотография возле исторического музея Гравити Фолз. Все вместе они отправляются в музей. Найдя секретный проход в камине, команда спускается в штаб-квартиру общества. Здесь общество с помощью стирателя памяти стёрло память Ленивой Сьюзан о гномах, которых она недавно видела. Капсулу с её воспоминаниями вставляют в трубу, по которой она движется в Зал стёртых воспоминаний. Дождавшись, пока заседание окончится, Диппер, Зус и МакГакет отправляются искать этот зал, а Мэйбл и Венди остаются на шухере. Пока группа Диппера искала Зал стёртых воспоминаний, их заметили члены общества и начали за ними гнаться. Они скрылись от них и нашли Зал. Венди и Мэйбл в это время обсуждают любовные проблемы. Венди говорит, чтобы Мэйбл просто забыла о парнях и всё. Мэйбл предлагает воспользоваться стирателем, но Венди отговаривает её, на что Мэйбл ответила, что также можно удалить из памяти ту ужасную песню.
МакГакет находит свои воспоминания на алтаре. Когда он достаёт их, включается тревога и прибегают члены общества. Они ловят всех, кроме МакГакета, рассказывая, зачем стирают память: Гравити Фолз заполнен аномалиями — никто не знал, как перестать думать о страшных вещах, которые происходят, и общество решило помочь гражданам избавиться от страшных воспоминаний — они начали стирать их. Таким образом, горожане живут в неведении, хоть и с небольшими побочными эффектами. Лидер культа, Слепой Глазго, захотел стереть память детям, Зусу и Венди, но вмешивается МакГакет, который спасает всех. Главные герои связывают членов общества.
Диппер стирает память всем членам общества, беря плату за экскурсию по музею. Мэйбл даёт Глазго новые воспоминания о том, что он банджо-менестрель. Все пятеро смотрят воспоминания МакГакета, и узнают, что он был гениальным учёным. После годовой работы на внештатного исследователя, он построил машину, которая должна была помочь всему человечеству. Но что-то пошло не так, и он покинул проект, а впоследствии стал беспокоится насчёт своей памяти и о том, что он видел. МакГакет изобрёл стиратель памяти и начал стирать собственные воспоминания о проекте. Позже на записи он говорит, что создал Общество Слепого Глаза и продолжил стирать память не только себе, но и другим людям, которые хотят забыть то, что они видели. Он стал замечать побочные эффекты частого пользования стирателем на самом себе. В итоге он сделал себя сумасшедшим и на данный момент он является просто «местным чудаком».
Мэйбл его жалко, но МакГакет всё равно рад, что вернул свои старые воспоминания, так, как они и обещали. Диппер спрашивает МакГакета, помнит ли он что-либо об авторе, а тот отвечает, что воспоминания возвращаются, но нужно время. Венди спрашивает, хочет ли теперь Мэйбл стереть память о неудачных романах. Она отвечает, что лучше помнить всё и учиться на своих ошибках. Тем временем Стэн продолжает работать над секретной машиной в бункере, под Хижиной Чудес.

## Вещание
В день премьеры эпизод посмотрели 1,07 млн человек.

## Отзывы критиков
Обозреватель развлекательного веб-сайта The A.V. Club Аласдер Уилкинс поставил эпизоду оценку «A-», отметив, что «эпизод является попыткой исправить ошибку преемственности или, по крайней мере, объяснить область, в которой сериал ранее не соблюдал собственную логику. Это первый эпизод, который использует новую динамику характеров, заложенную в эпизоде „В бункере“, и помимо этого, эпизод выигрывает от наличия четвёртой отдельной комедийной перспективы». По мнению критика, «разоблачение МакГакета настолько сосредоточено на развитии сюжета, что не придаёт ему особого пафоса. Эпизод ощущается как важный следующий шаг в долгом повествовании».